# My Little Boy
My Little Boy er en amerikansk stumfilm fra 1917 af Elsie Jane Wilson.

## Medvirkende
- Ella Hall som Clara
- Zoe Rae som Paul
- Emory Johnson som Fred
- Winter Hall som Onkel Oliver
- Harry Holden som Joe